# Бідняк Микола Петрович
Мико́ла Петро́вич Бідня́к (1 лютого 1930, Торонто — 28 грудня 2000, Львів) — український і канадський художник, педагог, меценат; член Спілки української молоді в Торонто з 1956 року, Української спілки образотворчих мистців Канади, Всесвітньої асоціації художників, які малюють вустами та ногами з 1964 року та Львівської організації Спілки художників України з 1992 року.

## Біографія
Народився 1 лютого 1930 року у місті Торонто (Канада). Його батько мешкав у селі Ленківцях на Буковині, а у 1923 році, після повалення Української Народної Республіки переселився до Канади. 1934 року їх сім'я повернулася до батькового села. З 1937 року проживав в родині дядька, проте вже 1940 року, після приєднання Бессарабії та Північної Буковини до СРСР та впровадження радянською владою репресій проти свідомо налаштованого українства, разом з названими батьками Василем (рідний батьків брат) та Софією Бідняками виїхав до Німеччини, де вони були відправлені у табір для остарбайтерів.
У травні 1945 року, працюючи на полі, підірвався на міні, внаслідок чого втратив обидві руки та пошкодив око. Навчився писати й малювати, тримаючи олівець, пензель у зубах. Після закінчення Другої світової війни землі, на яких працювали Бідняки, відійшли Польщі, яку контролював Радянський Союз. Він, з названими батьками, прагнув повернутися до Канади, але навіть маючи документи про канадське громадянство, це зробити було дуже важко і вдалося лише у квітні 1950 року.
1950 року запрошений до участі у виставці в новозбудованому мистецькому центрі в Едмонтоні, де роботи митця були помічені професором Дж. Клайду з Університету Альберти, який запропонував молодому художнику опанувати курс комерційного малярства. Протягом 1950—1954 років вивчав художню майстерність в Інституті технології та мистецтва в Едмонтоні, а в 1956—1958 роках — Онтарійському коледжі мистецтва в Торонто , який закінчив з відзнакою. Зазнав творчого впливу з боку художника Михайла Дмитренка.
У 1958 році ілюстрував український греко-католицький щомісячник «Світло»; у 1962 році — оформлював дитячий журнал «Веселка». 1963 року взяв шлюб з грекинею Елевтерією. 1973 року здійснив творчу поїздку до Швеції. У 1974 році, на знак протесту проти арешту Опанаса Заливахи і Валентина Мороза, разом з Андрієм Бандерою і Ладою Гірною взяв участь у 21-денній голодівці під Радянським посольством в Оттаві. 1975 року здійснив творчу поїздку до Женеви, Мадрида, Стокгольма, до Угорщини. Тривалий час жив у Європі, зокрема в угорському місті Мішкольці, у родичів дружини Ілони.
1989 року познайомився з львівською співачкою Марією Майчик, яка гастролювала в Канаді; наступного року приїхав до України‚ де у 1994 році взяв з нею шлюб. Мешкав у Львові в будинку на вулиці Тургенєва, № 76А, квартира № 13. З 1996 року — професор кафедри сакрального мистецтва у Львівському державному інституті прикладного і декоративного мистецтва.
Помер у Львові 28 грудня 2000 року, де і похований на Личаківському цвинтарі (поле № 67). У 2006 році на могилі встановлений надгробний пам'ятник — бронзова скульптура «Ангел у леті» (скульптор Микола Посікіра, архітектор Василь Каменщик).

## Творчість
Працював у галузях станкового (писав історичні картини, портрети, натюрморти, пейзажі займався іконописом) і монументального живопису (розписав кілька українських церков), станкової (створював акватинти, ліногравюри, плакати, листівки), книжкової (ілюстрував журнали, українські народні казки) і промислової графіки (малював рекламу), декоративно-ужиткового мистецтва. Творив у реалістичному стилі та у стилі символізму. Створив близько 4 000 художніх робіт, зокрема:
живопис і графіка
- «Малая» (1951, диплом і грошова нагорода)[4];
- «Олекса Довбуш» (1952);
- «Іван Богун на полі битви» (1953);
- «Євген Коновалець» (1953);
- «Бій під Крутами» (1956—1957);
- «Іван Франко» (1956);
- «Федькович» (1957);
- «Іван Виговський» (1959);
- «Іван Мазепа» (1959);
- «Козак Мамай» (1960);
- «Бій під Конотопом» (1962);
- «Павло Чубинський і Михайло Вербицький» (1963);
- «Андрей Шептицький» (1964);
- «Маркіян Шашкевич» (1964)[c];
- «Архангел Михаїл» (1965);
- «Кардинал Йосип Сліпий» (1968);
- «Княгиня Ольга» (1969);
- «Три Марії» (1970);
- «Бандурист» (1971);
- «Отець Аліпій» (1971);
- «Коронація княгині Ольги» (1971);
- «Коронація Данила Галицького» (1971);
- «Владика Липківський» (1972);
- «Одигітрії» (1972—1974);
- «Дума про козака Полікарпа Туху» (1974; пресована дошка, змішана техніка);
- «Шураві» (1974);
- «Похорон Довбуша» (1975);
- «Гайдамаки» (1977, полотно, авторська техніка);
- «Максим Кривоніс» (1978);
- «Ангел» (1988);
- «Апокаліпсис» (1988);
- «Ґонта» (1988);
- «Богоматір» (1989);
- «Святий Володимир» (1990);
- «Святий Юр» (1990);
- «Жовтень» (1990);
- «Ангел над Львовом» (1991, полотно, темпера);
- «Сотник Іван Андрух, розстріляний у Києві в 1921» (1993);
- «Стерня» (1993);

плакати
- «Юний сумівець» (1956);
- «22 січня» (1962);
- «Москалі, геть з України!» (1962);
- «Захар Беркут» (1970);
- «Владика Липківський» (1972);
- «Князь Данило з братом Васильком Волинським» (1974);
- «Василько Теребовельський» (1975);
- «Святий Миколай» (1976);
- «Бог і Батьківщина» (1979);
- «В єдності сила» (1990);

ікони
- «Богородиця з дитям» (1974);
- «Дмитро Солунський» (1974);
- «Богородиця» (1981)[d];
- «Спас» (1987)[e];
- «Чорнобильська Богоматір» (1992)[f];

ілюстрації
- обкладинки журналу «Життя і школа» (друга половина 1950-х; разом з Едвардом Козаком та Петром Андрусівим)[13];
- ліногравюри до книги Левка Ромена «Життя гетьмана Мазепи» (1959)[4];

розписи
- православної церкви в Калгарі (1954);
- греко-католицької церкви у Кітченері (1963);
- греко-католицької церкви в Ошаві (1965);
- української православної церкви біля Сент-Кетерінс (1973);
- української церкви у Кітченері (1979);

Твори митця зберігаються в Національному художньому музеї України в Києві, Шевченківському національному заповіднику в Каневі, Національному музеї у Львові та приватних колекціях у багатьох країнах світу.

### Виставки
Брав участь у мистецьких виставках з 1950 року, зокрема у Калгарі у 1950 році, згодом у низці міжнародних виставок у Торонто у 1958, 1959, 1971, 1977 роках, Детройті у 1960 році, Гавені у 1961 році, Чикаго у 1963, 1966 роках, Баффало у 1970, 1977 роках, Вінніпезі у 1972 році, Парижі у 1980, 1981, 1986 роках, Токіо у 1982 році, Брюсселі у 1983 році та інших.
В Україні персональні виставки провів у Львові, Києві, Тернополі у 1991 році, Івано-Франківську та Львові у 1994, 2000 роках, Києві у 1994, 1996, 2000 роках, Каневі, Краматорську, Луганську 1995 році, Коломиї та Чернівцях у 1996 році

## Меценатство
- Підтримував учнів дитячої Академії мистецтв у Підбужжі (Львівська область)[7].
- Під час фінансової кризи підтримав Львівську наукову бібліотеку імені Василя Стефаника[7].
- Шевченківську нагороду поділив між Львівським фондом культури, журналом «Українська культура», музеєм у Лаврі.
- Започаткував престижну стипендію для найбільш здібних студентів Львівської академії мистецтв[7].

## Відзнаки
- Подяка й благословіння Папи Римського Павла VI за «Плащаницю» для Колегії святого Йосафата в Римі (1964)[7];
- Бронзова медаль на Міжнародній виставці в Парижі (1980)[4];
- Диплом (Diplome de Croix D'honneuk) і почесний хрест офіцера від Ради Ліги навчання і суспільної освіти на Міжнародній виставці у Парижі (1981)[4];
- Диплом і грошова винагорода на Міжнародній виставці в Брюсселі (1983)[4];
- Відзнака за участь в міжнародній виставці «Redion des Gens de Coeur» (1986)[4];
- Національна премія України імені Тараса Шевченка (1995; за серію історичних картин і портретів: «Князь Данило Галицький», «Гетьман Іван Мазепа», «Довбуш», «Битва під Крутами», цикл творів з іконопису)[15];
- Грамота Львівської міськради «Кращий художник року» (вересень 1998)[4];
- Орден князя Ярослава Мудрого V ступеня (жовтень 2000[4]; за значний особливий внесок у розвиток українського образотворчого мистецтва, високий професіоналізм).

## У мистецтві
- 1971 року асоціація «Ріґандарт» створила фільм про Миколу Бідняка[4];
- 1980 року створено художньо-документальний фільм про життя і творчість Миколи Бідняка[4];
- 1994 року створено фільм про Миколу Бідняка[4];
- 2000 року створено фільм про Миколу Бідняка авт. Ростислава Шмагала https://youtube.com/watch?v=Pa77Y2v1v8Q&feature=shared
- 1997 року гіпсовий портрет художника виконав український скульптор Еммануїл Мисько[16];
- 2001 року український живописець Володимир Євтушевський написав портрет митця[17].

## Вшанування
- У Садгірському районі міста Чернівців на честь художника названо вулицю[18].
- Наприкінці 2008 року видавництво «Мистецтво» випустило альбом «Микола Бідняк. Живопис. Графіка»[q], що складається з 450 репродукцій картин митця. Альбом, виданий трьома мовами (українською, англійською та німецькою) за підтримки Президента України Віктора Ющенка. Марія Майчик виступила упорядником та автором есе про художника, Іван Дзюба написав передмову, а доктор мистецтвознавства Володимир Овсічук підготував мистецтвознавче дослідження «Творчий світ Миколи Бідняка». На обкладинці книги розміщено картину «Ангел над Львовом»[19].

## Виноски
1. ↑  Довгий час очолював її[5].
2. ↑  Почав навчання з третього курсу[4].
3. ↑  Українська греко-католицька церква святого Миколая в Торонто[4].
4. ↑  Дарував Національному музею у Львові[4].
5. ↑  Дарував Національному музею у Львові[4].
6. ↑  Дарував Національному художньому музею України[9].
7. ↑  Присвячена 300-річчю Конотопської перемоги гетьмана Івана Виговського над московським військом і 250-річчю самостійного виступу гетьмана Івана Мазепи[4].
8. ↑  Збірна виставка українського мистецтва «Ukrainian Art Exhibit»[4].
9. ↑  До 100-річчя від дня смерті Тараса Шевченка; організована адміністрацією журналу «Життя і школа»[4].
10. ↑  Виставка проходила у залі Тернопільської картинної галереї (нині Тернопільський обласний художній музей)[14].
11. ↑  В Івано-Франківському художньому музеї[4].
12. ↑  Обидві у Національному музеї у Львові[4].
13. ↑  У Державному музеї українського народного декоративного мистецтва та Національному художньому музеї України[4].
14. ↑  В Українському фонді культури[4]
15. ↑  У Коломийському музеї народного мистецтва Гуцульщини та Покуття[4]
16. ↑  У Чернівецькому художньому музеї[4].
17. ↑  ISBN 978-966-577-193-7